# Isabel Viudes
Isabel Josefa Viudes (Corrientes, 11 de mayo de 1944) es una abogada y política argentina, que se desempeñó como senadora nacional por su provincia.

## Carrera
Viudes nació en Corrientes y realizó allí sus estudios primarios y secundarios, recibiéndose de maestra. En 1971 se recibió de abogada en la Universidad Nacional del Litoral. Posteriormente trabajó en su profesión de abogada y fue luego jueza en diversas cortes provinciales.
Comenzó militando en el Partido Justicialista. Fue concejal de su ciudad natal entre 1988 y 1991. Fue convencional constituyente tanto en la reforma de la Constitución de Corrientes (1993) como en la reforma de la Constitución Nacional (1994). Entre 1993 y 1997 fue diputada provincial y entre 1997 y 1999 fue senadora provincial, ya unida al Partido Nuevo. 
En 2001 fue elegida senadora nacional, pero renunció a su banca tan solo dos días después de asumir, siendo su banca ocupada por Raúl Romero Feris. En 2006, reemplazó en el Senado Nacional a Romero Feris (que había sido elegido en 2003) tras su renuncia. Viudes completará su período hasta 2009.
En julio de 2008, votó a favor de la polémica Resolución 125, que había provocado la denominado Conflicto con el Campo. Por este hecho, Viudes fue expulsada del Partido Nuevo. En febrero de 2009 se unió al Frente para la Victoria y se especulaba con su regreso al PJ.